# Chiesa di Santa Maria Assunta (Trevi nel Lazio)
La chiesa di Santa Maria Assunta è la parrocchiale di Trevi nel Lazio, in provincia di Frosinone e diocesi di Anagni-Alatri; fa parte della forania di Fiuggi.

## Storia
Un luogo di culto dedicato a santa Maria Assunta esisteva già nel 1052, visto che in quell'anno accolse le spoglie di san Pietro Eremita; in un documento del 1216 la chiesa è menzionata come "abbazia". La struttura venne poi ampliata nel XV secolo.
Nel 1608 iniziarono i lavori di ricostruzione della chiesa; l'edificio fu eretto riutilizzando i materiali provenienti dall'ex cattedrale di San Teodoro, fino al XIII secolo a capo della soppressa diocesi di Trevi nel Lazio.
Il presbiterio venne portato a compimento nel 1649 dall'urbinate Federico Rivorsini, il quale fece realizzare anche l'altare maggiore caratterizzato da quattro colonne.
Tra il 1963 e il 1968 si procedette, per iniziativa dell'allora parroco don Sandro Sibilia, a un ampio restauro della parrocchiale, in occasione del quale si procedette anche alla sostituzione degli originali colori dell'interno con altri più vivi.

## Descrizione

### Esterno

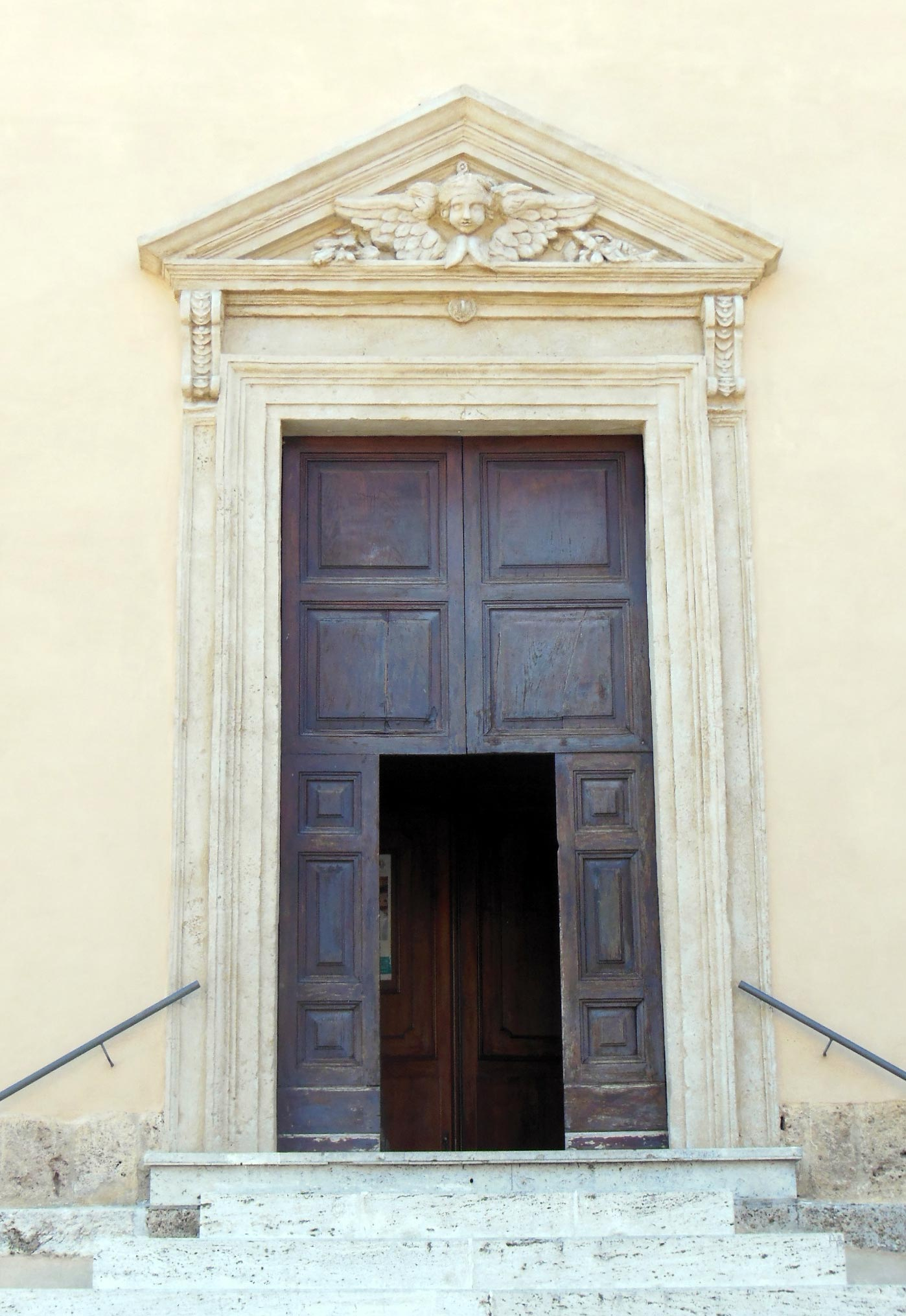
Il portale d'ingresso

La facciata a salienti della chiesa, rivolta a oriente, è suddivisa da una cornice marcapiano in due registri, entrambi scanditi da lesene: quello inferiore, più largo, presenta centralmente il portale d'ingresso timpanato, e ai lati due finestrelle, mentre quello superiore, affiancato da volute, è caratterizzato da una finestrella murata e coronato dal frontone di forma triangolare.
Annesso alla parrocchiale è il campanile a base quadrata, la cui cella presenta su ogni lato una monofora a tutto sesto e una finestrella ovale ed è coperta dal tetto a quattro falde.

### Interno
L'interno dell'edificio si compone di tre navate, separate da pilastri sorreggenti degli archi a tutto sesto, sopra i quali corre la cornice modanata e aggettante su cui si impostano le volte, in parte a botte e in parte a crociera; al termine dell'aula si sviluppa il presbiterio, rialzato di alcuni gradini, ospitante l'altare maggiore e chiuso dalla parete di fondo piatta.
Qui sono conservate diverse opere di pregio, tra le quali il fonte battesimale, impostato su un capitello romano, la tela raffigurante la Santissima Trinità con tre Santi, risalente al 1662, le due pale ritraenti rispettivamente san Biagio e san Pietro, eseguite dal Gagliardi, e l'organo, costruito dall'umbro Ennio Bonifazi tra il 1633 e il 1634.